# 巡察
巡察（じゅんさつ）は、巡回して事情を視察することである。
ここでは大日本帝国陸軍の「巡察」について述べる。

## 駐軍間警戒の場合
前哨中隊、および小哨から派遣されるもので、歩哨線内を巡察して各哨所および歩哨を監視し、歩哨が配置されない土地を捜索し隣接する哨所との連絡をするのが任務である。人員は臨時に決められる。歩哨線において、射撃、あるいは喧嘩などがあったときも、巡察が派遣され、その事実が究められ、また歩哨は援助されることがある。

## 衛戍勤務の場合
衛戍司令官によって命じられる。衛戍巡察という。将校または准士官が充てられ、必要に応じて下士官兵が附属される。衛兵の勤惰を監察して、定められた場所を巡回し、軍人軍属の非違を戒め、災害もしくは非常の際にあたって治安維持のため指定の地域を巡視することのが任務である。第1種巡察、第2種巡察に分けられ、第1種巡察は主として衛兵の勤惰を監察し、兼ねて軍人軍属の非違を戒めるものであって、通常1週間の服務である。第2種巡察は主として軍人軍属の非違を戒めるものであって、休日その他臨時に外出を許した場合、定められた区域を各隊から巡察する。

## 週番勤務の場合
週番勤務である週番司令、週番副官、週番士官、週番下士、週番上等兵および厩週番上等兵および風紀衛兵が、それぞれその勤務に関する場所を巡察する。